# Parlamento da Itália
O Parlamento da República Italiana é o órgão constitucional titular da função legislativa da Itália. Tem estrutura bicameral perfeita, uma vez que é composto de duas câmaras com funções idênticas: o Senado da República e a Câmara dos Deputados.
A Câmara dos Deputados, a câmara baixa, é formada por 630 deputados.
O Senado funciona no Palazzo Madama. É constituído de 315 senadores, além dos senadores de direito e vitalícios (Presidentes eméritos da República) e os senadores vitalícios. Os senadores vitalícios são cidadãos altíssimos méritos no campo social, científico, artístico e literário e são designados pelo Presidente da República.
O Parlamento pode reunir-se em sessão comum apenas nos casos previstos pela Constituição italiana, a saber:
- para a eleição do mesmo Presidente da República, quando aos parlamentares se juntam os representantes das regiões;[4]
- para estabelecimento de acusação ao Presidente da República nos casos de alta traição e atentado à Constituição;[5]
- para assistir ao juramento do Presidente da República;[6]
- para a eleição de um terço dos membros do Conselho Superior da Magistratura;[7]
- para a eleição dos cinco membros da Corte Constitucional eleitos pelo parlamento;[8]
- a cada nove anos, para elaborar a lista de 45 cidadãos entre os quais são sorteados os 16 juízes que atuam nos casos de processos contra o Presidente da República.[8]

As sessões comuns são realizadas na sede da Câmara dos Deputados, no Palazzo Montecitorio, sendo presididas pelo Presidente da Câmara.
Os três maiores partidos políticos do país são o centrista e anti-establishment Movimento 5 Estrelas (um partido pega-tudo), o Partido Democrático (de ideologia social-democrata) e a Liga Norte (partido populista de direita e regionalista). Durante a eleição geral de 2018, esses três partidos conquistaram 614 dos 630 assentos disponíveis na Câmara dos Deputados e 309 de 315 no Senado. A ascensão da Liga Norte como um dos maiores partidos políticos do país é muito recente. Foi somente na eleição geral de 2018, que a Liga Norte superou o partido conservador Força Itália (do ex-primeiro-ministro Silvio Berlusconi) como o maior partido da direita italiana.

## Galeria

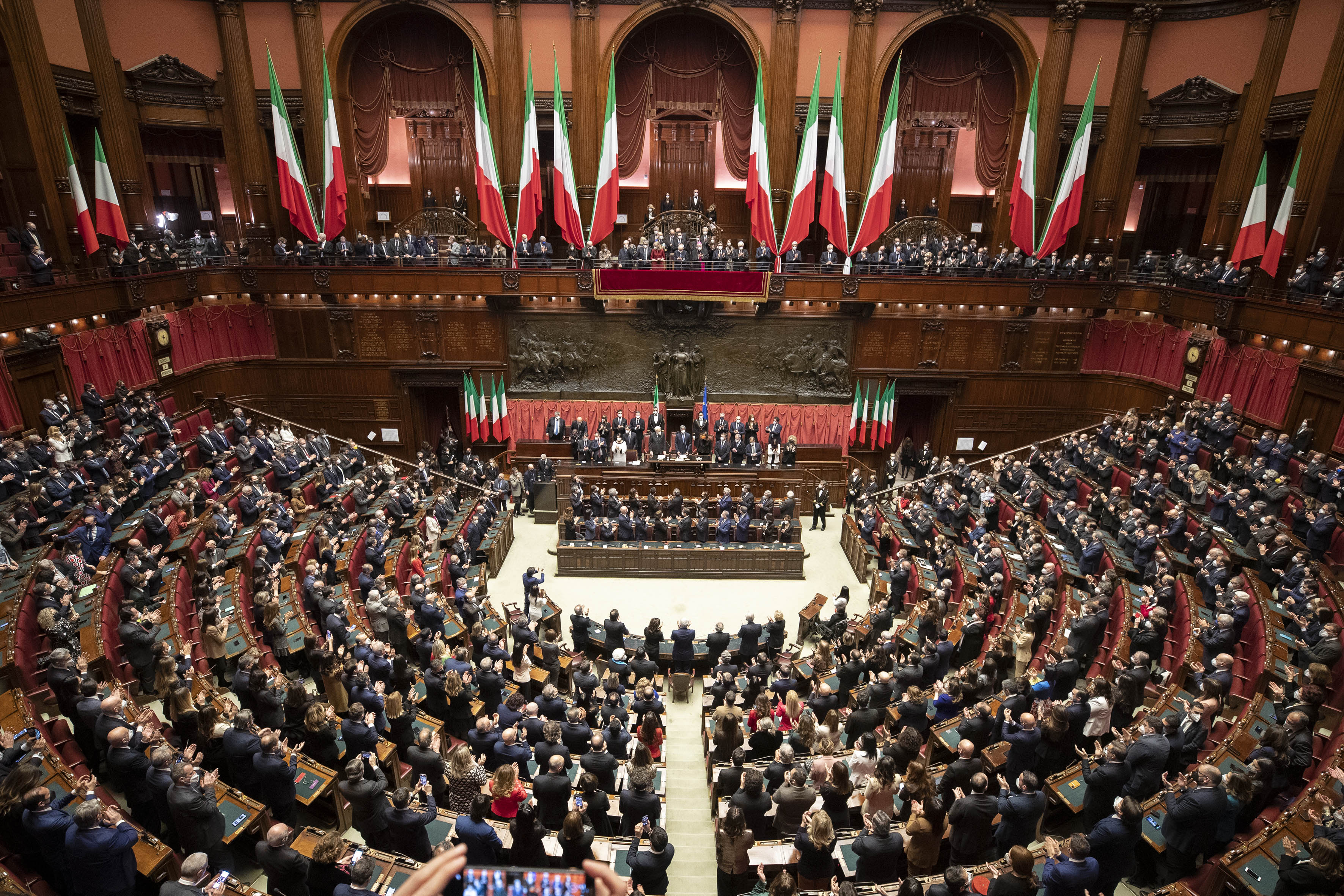
Sessão da Câmara dos Deputados, no Palazzo Montecitorio.
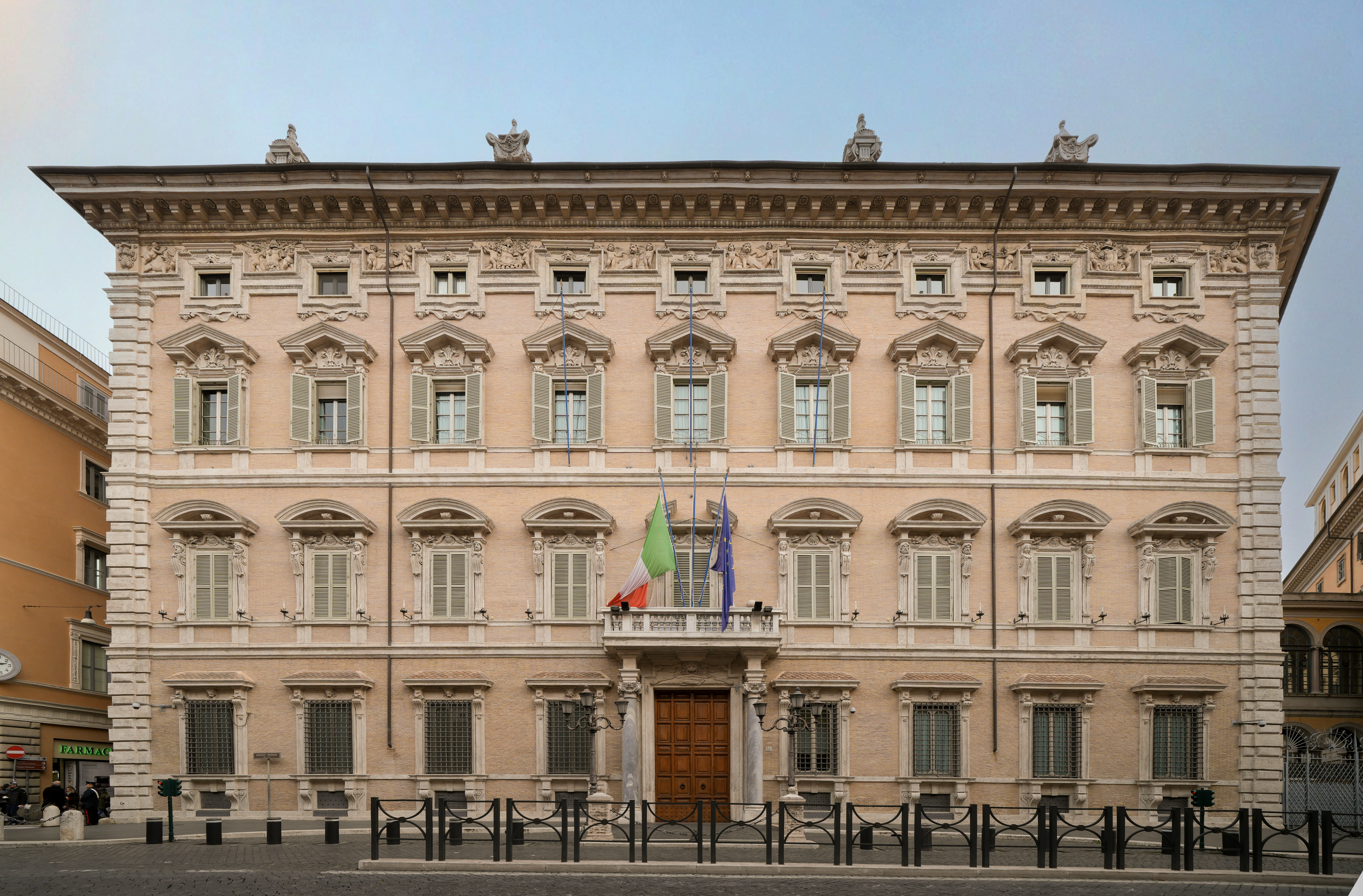
Palazzo Madama, sede do Senado.